# Canal Caledoniano
O Canal Caledoniano conecta a costa leste escocesa, em Inverness, com a costa oeste, em Corpach, perto de Fort William, na Escócia, Reino Unido. O canal foi construído no início do século XIX pelo engenheiro escocês Thomas Telford e é um canal irmão do Canal de Gota na Suécia, também construído por Telford. O canal corre cerca de 97 km de nordeste a sudoeste. Apenas um terço de todo o comprimento é feito pelo homem, sendo o resto formado pelos lagos Dochfour, Ness, Oich e Lochy.